# Яковлева, Анна Александровна
Анна Александровна Яковлева (родилась 10 ноября 1983) — казахстанская регбистка и регбийный тренер, мастер спорта Казахстана международного класса.

## Биография

### Игровая карьера
Регби занимается с 13 лет. Первый тренер — Наталья Георгиевна Ермоленко. Четыре раза принимала участие в женском Кубке мира по регби-15 в составе сборной Казахстана. Неоднократная чемпионка Азии по регби-7, чемпионка Азиатских игр (2010), дважды бронзовый призёр Азиатских игр (2014, 2018). Занимала должность капитана сборной. В 2012 году была включена в символическую сборную мира по регби-7 по версии издания Scrumqueens.

### Тренерская карьера
Тренировала клуб «Алматы», женские сборные Казахстана по регби-15 и регби-7. Включалась World Rugby в список 15 женщин-лидеров Регби Азии в рамках глобальной кампании «Неудержимая в регби».
Руководила сборной по регби-7 в заключительном этапе отбора на Олимпийские игры, прошедшего в Монако с 19 по 20 июня 2021 года: в полуфинале отбора, который по сути был финалом в борьбе за одну из путёвок, команда Казахстана уступила сборной России.
15 июня 2023 года Яковлева покинула пост тренера сборной по регби-15, уступив его Махаббат Тугамбековой, однако об этом было объявлено только в сентябре. 19 января 2024 года была представлена в качестве главного тренера женского клуба «Кубань».

### Семья
Брат Анны занимается пляжным волейболом, его супруга играет за сборную Казахстана по классическому волейболу.

## Достижения
- Неоднократная чемпионка Азии по регби-7[3]
- Чемпионка Азиатских игр: 2010[3]
- Бронзовый призёр Азиатских игр: 2014, 2018[3]
- Победительница турниров сборных по регби-7[3]:
  - MT Dubai Sevens 2012
  - MT Bangkok Sevens 2017
  - MT Benidorm Sevens 2017
  - MT Roma Sevens 2018